# Tour de França de 1913

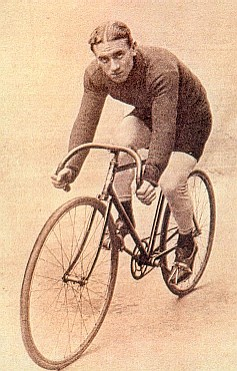
Philippe Thys, vencedor del Tour de França de 1913

El Tour de França de 1913 fou l'onzena edició del Tour de França i es disputà entre el 29 de juny i el 27 de juliol de 1913. El recorregut constava de 5.388 km, dividits en 15 etapes. La cursa fou guanyada pel belga Philippe Thys, que va completar la cursa a una velocitat mitjana de 26,715 km/h.
Thys basà la victòria en la sisena etapa, amb final a Banhèras de Luishon, en què Eugène Christophe va trencar el quadre de la bicicleta i va perdre diverses hores en haver de reparar-la ell mateix. En la darrera etapa Thys tot i tenir problemes mecànics, va poder solucionar el problema amb ajuda, cosa que li va comportar una penalització de 10 minuts, que no van afectar-lo en la classificació final.
Durant la cursa l'equip Peugeot va mostrar una gran superioritat, fins i tot tenint en compte que la resta d'equips s'unien per intentar batre'ls. Al final, tres corredors de l'equip assoleixen les tres primeres posicions al podi.
Entre 1905 i 1912 la classificació general es va calcular per punts, però el 1913 es tornà a calcular com en l'edició de 1903, quan fou calculada a partir de la suma dels temps de les diferents etapes. A partir d'aquesta edició no s'ha modificat la manera de calcular la general.

## Canvis respecte a l'edició anterior
El 1905 l'organització del Tour havia decidit canviar el sistema de classificació, passant d'una classificació per temps a una classificació per punts, per així intentar reduir el frau que s'havia produït entre els quatre primers classificats de l'edició de 1904 i que obligà a desqualificar-los. En el Tour de 1912 aquest sistema de classificació havia jugat en contra de les aspiracions d'Eugène Christophe, que hauria liderat la cursa fins a la darrera etapa, quan va permetre l'escapada d'un grup en què hi havia el líder per no tenir cap possibilitat de recuperar els punts que tenia en contra. De resultes d'aquest fet, l'organització va decidir modificar el sistema de classificació, passant a tenir en compte els temps obtinguts per cada ciclista en finalitzar les diferents etapes, sent el vencedor el ciclista que menys temps realitzava en acabar la cursa.
Per primera vegada en la història del Tour el recorregut de la cursa es fa en el sentit contrari a les agulles del rellotge, passant primer pels Pirineus i posteriorment pels Alps.
Per segona vegada el Tour sortiria de l'estat francès, ja que l'onzena etapa acabaria a Ginebra (Suïssa). En anys anteriors la cursa havia arribat fins a Metz, territori reclamat per França, però en aquells anys sota domini alemany.

## Participants
En l'edició del Tour de 1913 van ser 140 els ciclistes que van prendre la sortida. D'aquests, 51 estaven integrats en 9 equips, amb tots els favorits a la victòria final. Els altres 89 ciclistes formaven part de la categoria isolés. Fins a sis vencedors del Tour de França prenen la sortida a París: Louis Trousselier, Lucien Petit-Breton, François Faber, Octave Lapize, Gustave Garrigou i Odile Defraye.
En aquest edició pren part el primer ciclista africà, el tunisià Ali Neffati. Neffati havia estat descobert per l'organitzador del Tour Henri Desgrange, i posteriorment fou xofer del diari L'Auto, el diari que organitzava el Tour de França.

## Desenvolupament de la cursa
En les primeres etapes no hi hagué gaire moviment entre els principals favorits de la classificació general, ja que la majoria preferien estalviar forces de cara als Pirineus. La primera etapa va ser guanyada per l'italià Giovanni Micheletto a l'esprint, sent aquest el primer líder de la cursa. Micheletto no formà part del grup capdavanter en la segona etapa per culpa d'una punxada en els darrers quilòmetres, cosa que comportà un canvi de líder i que fins a quatre ciclistes, que havien arribat junts en les dues etapes disputades, compartissin el liderat.
Durant la tercera etapa destaquen els abandonaments de Charles Crupelandt, Maurice Brocco, Giovanni Micheletto, primer líder d'aquesta edició, i sobretot Octave Lapize, vencedor de l'edició de 1910, que considerava que estava guanyant pocs diners. L'abandonament de Lapize va comportar la retirada dels seus companys d'equip en la quarta etapa, la més llarga de l'edició amb 470 km, entre Brest i La Rochelle, la qual es disputà amb bicicletes de pinyó fix, cosa que encara la va endurir més.
Tractant d'evitar les arribades massives l'organització va decidir que en la cinquena etapa els ciclistes organitzats en equips prendrien la sortida 15 minuts abans que els que corrien com a isolés. Això va esperonar els isolés i finalment tres d'aquests ciclistes ocuparen les primeres places de l'etapa, sent el vencedor Henri van Lerberghe.
L'etapa clau d'aquesta edició fou la sisena, amb final a Banhèras de Luishon, i el pas pels difícils colls de l'Aubisca, el Tourmalet, l'Aspin i el Pèira Sorda. En començar l'etapa Odiel Defraeye liderava la cursa amb cinc minuts sobre Christophe. Defraye ben aviat perd contacte amb la resta de favorits, entre els quals hi ha Christophe, que passa en primera posició per l'Aubisca. Amb ell es mantenen Thys, Buysse, Garrigou, Engel, Spiessens i Rossius. En l'ascensió al Tourmale Thys i Christophe prenen la iniciativa, deixant enrere la resta de corredors. Simultàniament el líder de la cursa, Odiel Defraeye, abandona per una avaria mecànica i tenir inflamat el bessó de la cama dreta. Això deixava el liderat en mans de Cristophe, el qual coronà rere Thys el Tourmalet, però en el descens va trencar la forquilla de la bicicleta. Les normes del moment impedien canviar de bicicleta i obligaven als ciclistes a fer ells mateixos les reparacions. Christophe hagué de baixar caminant 14 km fins a Sainte-Marie-de-Campan, on un ferrer li va cedir la forja perquè reparés la bicicleta, sempre sota l'atenta mirada d'un comissari de la cursa. En aquesta reparació va perdre tres hores i cinquanta minuts i totes les opcions a victòria final. Thys guanyà l'etapa amb quasi 18' sobre Buysse i mitja hora sobre Garrigou, passant a ser el nou líder de la cursa. El liderat però fou efímer, ja que en la setena etapa, amb final a Perpinyà, el pas pels colls de Portet d'Aspet, Port i del Pimorent i disputada sota unes condicions meteorològiques molt adverses Buysse va guanyar l'etapa i aconseguí el liderat.
Buysse va perdre el liderat en la novena etapa, quan una caiguda li provocà el trencament del manillar que l'obligà a fer a peu 16 km fins a Canes, on va poder arreglar-la. Això li va suposar perdre prop de tres hores i mitja i tota possibilitat de victòria en la general. L'etapa fou guanyada per Firmin Lambot, que arribà en solitari a Niça, mentre el liderat tornà a mans de Thys. A partir d'aquest punt la cursa es va centrar en el duel entre Thys i Petit-Breton. En la desena etapa, amb el pas pel coll d'Allos, ambdós anaren escapats durant bona part de l'etapa, però finalment foren superats per François Faber i Garrigou, mentre en l'onzena, amb el pas pel Galibier, Buysse fou el vencedor, seguit a pocs minuts per Thys i Petit-Breton. Buysse també guanyà la dotzena etapa, mentre Faber fou el vencedor de la tretzena. En ambdues etapes Petit-Breton aconseguí reduir les diferències respecte a Thys, passant a ser el segon de la general.
En la catorzena etapa Petit-Breton va patir una caiguda que l'obligà a abandonar, mentre Thys veié com se li trencava la forquilla de la bicicleta i havia de fer 3 km a peu fins a Lilla, on fou ajudat a arreglar-la. Això li va suposar una penalització de 10 minuts i que conservés el liderat per tan sols 8' 37" respecte Gustave Garrigou. En la darrera etapa, guanyada novament per Buysse, no es produïren canvis significatius i Thys aconseguí la victòria final.
Si la classificació s'hagués fet per punts, com en les edicions precedents, el vencedor final hauria estat Garrigou amb 45 punts, seguit per Buysse amb 48 i Thys amb 57.
El Tour comença a agafar fervor popular. 200.000 parisencs s'acosten a veure l'última etapa, mentre que 20.000 es congreguen al Parc dels Prínceps, formant una autèntica guàrdia d'honor als corredors, des de Poissy fins a l'accés al parc.

## Resultats

### Etapes

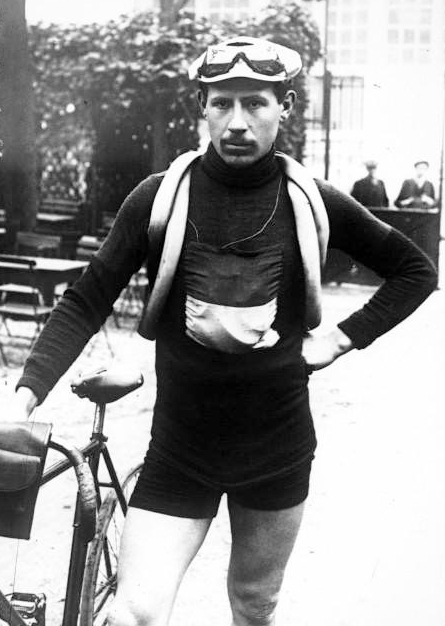
Marcel Buysse, vencedor de 6 etapes al Tour de 1913.

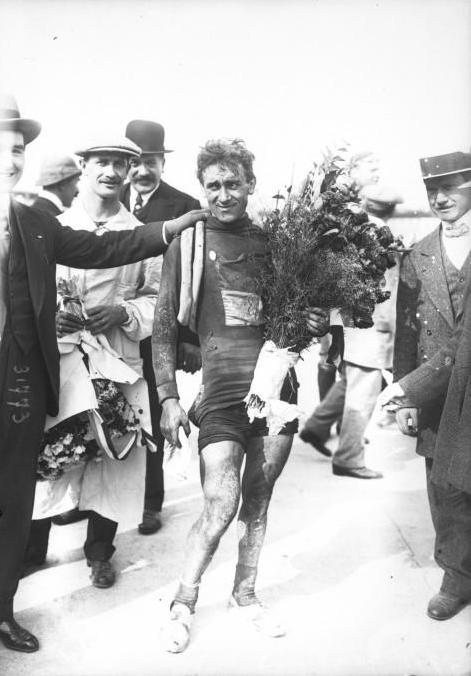
Philippe Thys, en acabar el Tour de França de 1913.

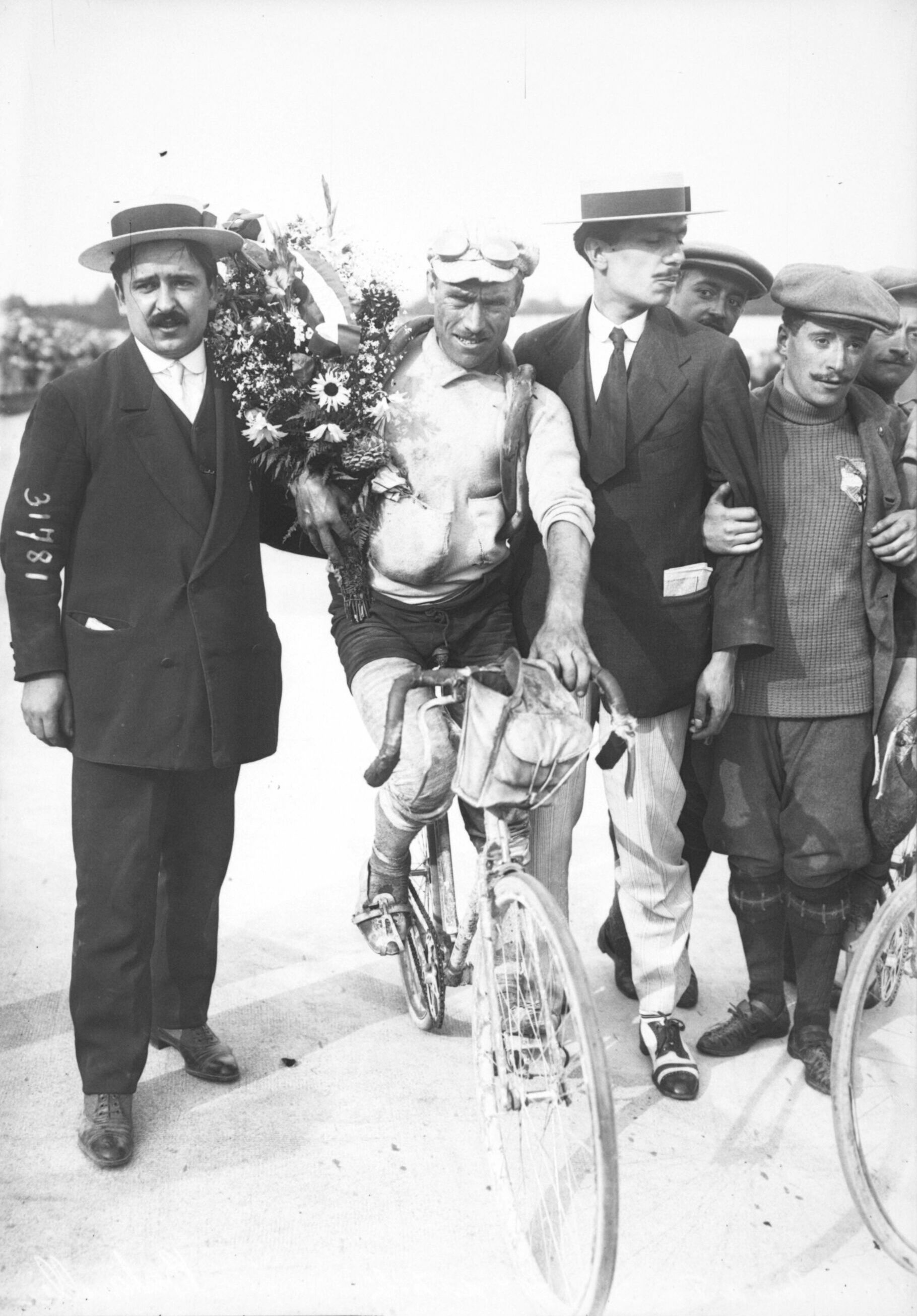
Camillo Bertarelli, vencedor de la categoria dels "isolés", els ciclistes que no formaven part de cap equip.

| Etapa | Data         | Recorregut                 | Km  | Vencedor d'etapa          | Líder de la general                                                                     |
| ----- | ------------ | -------------------------- | --- | ------------------------- | --------------------------------------------------------------------------------------- |
| 1a    | 29 de juny   | París - Le Havre           | 388 | Giovanni Micheletto (ITA) | Giovanni Micheletto (ITA)                                                               |
| 2a    | 1 de juliol  | Le Havre - Cherbourg       | 364 | Jules Masselis (BEL)      | Jules Masselis (BEL) · Alfons Lauwers (BEL) · Marcel Buysse (BEL) · Odile Defraye (BEL) |
| 3a    | 3 de juliol  | Cherbourg - Brest          | 405 | Henri Pélissier (FRA)     | Odile Defraye (BEL)                                                                     |
| 4a    | 5 de juliol  | Brest - La Rochelle        | 470 | Marcel Buysse (BEL)       | Odile Defraye (BEL)                                                                     |
| 5a    | 7 de juliol  | La Rochelle - Baiona       | 379 | Henri van Lerberghe (BEL) | Odile Defraye (BEL)                                                                     |
| 6a    | 9 de juliol  | Baiona - Luishon           | 326 | Philippe Thys (BEL)       | Philippe Thys (BEL)                                                                     |
| 7a    | 11 de juliol | Luishon - Perpinyà         | 324 | Marcel Buysse (BEL)       | Marcel Buysse (BEL)                                                                     |
| 8a    | 13 de juliol | Perpinyà - Ais de Provença | 325 | Gustave Garrigou (FRA)    | Marcel Buysse (BEL)                                                                     |
| 9a    | 15 de juliol | Ais de Provença - Niça     | 356 | Firmin Lambot (BEL)       | Philippe Thys (BEL)                                                                     |
| 10a   | 17 de juliol | Niça - Grenoble            | 333 | François Faber (LUX)      | Philippe Thys (BEL)                                                                     |
| 11a   | 19 de juliol | Grenoble - Ginebra (SUI)   | 325 | Marcel Buysse (BEL)       | Philippe Thys (BEL)                                                                     |
| 12a   | 21 de juliol | Ginebra (SUI) - Belfort    | 335 | Marcel Buysse (BEL)       | Philippe Thys (BEL)                                                                     |
| 13a   | 23 de juliol | Belfort - Longwy           | 325 | François Faber (LUX)      | Philippe Thys (BEL)                                                                     |
| 14a   | 25 de juliol | Longwy - Dunkerque         | 393 | Marcel Buysse (BEL)       | Philippe Thys (BEL)                                                                     |
| 15a   | 27 de juliol | Dunkerque - París          | 340 | Marcel Buysse (BEL)       | Philippe Thys (BEL)                                                                     |

### Classificació General
Els temps obtinguts per cada ciclista en les diferents etapes se sumen per completar la classificació general. El ciclista amb el menor temps acumulat després de l'última etapa n'era el guanyador. Dels 140 ciclistes que van prendre la sortida sols l'acabaren 25.
| Classificació General | Classificació General    | Classificació General | Classificació General | Classificació General |
| Pos.                  | Ciclista                 | Patrocinador          | Temps                 |                       |
| --------------------- | ------------------------ | --------------------- | --------------------- | --------------------- |
| 1                     | Philippe Thys (BEL)      | Peugeot               | 197h 54' 00"          |                       |
| 2                     | Gustave Garrigou (FRA)   | Peugeot               | + 8' 37"              |                       |
| 3                     | Marcel Buysse (BEL)      | Peugeot               | + 3h 30' 55"          |                       |
| 4                     | Firmin Lambot (BEL)      | Griffon               | + 4h 12' 45"          |                       |
| 5                     | François Faber (LUX)     | Peugeot               | + 6h 26' 04"          |                       |
| 6                     | Alfons Spiessens (BEL)   | J.B. Louvet           | + 7h 57' 52"          |                       |
| 7                     | Eugène Christophe (FRA)  | Peugeot               | + 14h 06' 35"         |                       |
| 8                     | Camillo Bertarelli (ITA) | —                     | + 16h 21' 38"         |                       |
| 9                     | Joseph Vandaele (BEL)    | J.B. Louvet           | +1 6h 39' 53"         |                       |
| 10                    | Emile Engel (FRA)        | Peugeot               | + 16h 52' 34"         |                       |

### Altres classificacions
Camillo Bertarelli, classificat en vuitena posició, guanyà la categoria dels "isolés". La classificació dels "isolés" es calculava de la mateixa manera que la classificació general, però només amb els resultats d'etapa obtinguts pels ciclistes que corrien en aquesta categoria.
El diari organitzador de la cursa, L'Auto anomenà a Philippe Thys el meilleur grimpeur, el millor escalador. Aquest títol no oficial és el predecessor de la classificació de la muntanya.